# Tepic (gmina)

Położenie gminy Tepic na mapie stanu Nayarit

Tepic – gmina w środkowej części meksykańskiego stanu Nayarit, położona  w odległości około 50 km od wybrzeża Oceanu Spokojnego. Jest jedną z 20 gmin w tym stanie. Siedzibą władz gminy jest miasto Tepic.  
Populacja gminy Tepic wynosiła w 2010 roku 380 249 osób, co czyni ją najliczebniejszą gminą w stanie Nayarit. Główne grupy etniczne gminy to Huiczole, Cora, Tepehuán i potomkowie Azteków posługujący się językiem nahuatl.

## Geografia gminy
Powierzchnia gminy wynosi 1 983,3 km² i zajmuje 7,25% powierzchni stanu, co czyni ją średniej wielkości gminą w stanie Nayarit. Obszar gminy jest górzysty (Sierra Madre Occidental), a średnie wyniesienie ponad poziom morza wynosi ponad 1000 m n.p.m. Na terenie gminy wznoszą się wulkany Kordyliery Wulkanicznej Sangangüey (2 340 m n.p.m.), San Juan (2 180 m n.p.m.), Las Navajas (1680 m n.p.m.) i El Rincón (1 600 m n.p.m.).
Klimat jest ciepły, latem wilgotny, z dużą amplitudą temperatur dobowych w wyżej położonych rejonach a średnioroczna temperatura wynosi 21,1°C. Opady występują głównie w miesiącach lipiec - październik (91,05% rocznych) i wynoszą przeciętnie 1 121 mm.

## Gospodarka
Gmina ma charakter rolniczo-przemysłowy i w tych branżach jest zatrudnionych ponad 60% ludności. Uprawiane są najczęściej trzcina cukrowa, kukurydza, chili, mango, avocado, banany i kawę. Ponadto prowadzi się hodowlę bydła i trzody chlewnej. Dominującymi gałęziami przemysłowymi jest przetwórstwo rolno-spożywcze.